# Las mariposas son libres (sencillo)
«Las mariposas son libres» es un sencillo (o simple) de 33 1/3 publicado por "Philips" en 1971. Fue compuesto por Ernesto Acher y Carlos A. Petit e interpretado por los actores argentinos Rodolfo Bebán y Susana Giménez con una orquesta dirigida por Oscar Cardozo Ocampo para una adaptación de la obra teatral "Las mariposas son libres" ("Butterflies Are Free") del dramaturgo Leonard Gershe. Dicha adaptación fue la primera obra teatral en la cual actuó Susana Giménez. A su vez, el simple incluía como lado B el tema titulado "Vestida de arena", compuesto por Ernesto Acher.

## Canciones
Lado A:
- «Las mariposas son libres» (Ernesto Acher/Carlos A. Petit) - 3:09.

Lado B:
- «Vestida de arena» (Ernesto Acher) - 2:48.

## Personal
- Rodolfo Bebán: Voz.

- Susana Giménez: Voz.

- Oscar Cardozo Ocampo: Dirección orquestal.

- Ernesto Acher y Carlos A. Petit: Compositores.